# Жабенко
Жабенко (пол. Żabienko, нім. Streben) — село в Польщі, у гміні Моґільно Моґіленського повіту Куявсько-Поморського воєводства.
Населення — 110 осіб (2011).
У 1975-1998 роках село належало до Бидгощського воєводства.

## Демографія
Демографічна структура станом на 31 березня 2011 року:
|          | Загалом | Допрацездатний вік | Працездатний вік | Постпрацездатний вік |
| -------- | ------- | ------------------ | ---------------- | -------------------- |
| Чоловіки | 60      | 14                 | 41               | 5                    |
| Жінки    | 50      | 8                  | 29               | 13                   |
| Разом    | 110     | 22                 | 70               | 18                   |